# Chris Walley
Chris Walley (Cork, 21 giugno 1995) è un attore irlandese.

## Biografia
Mentre studiava alla Royal Academy of Dramatic Art, Walley è stato scelto per interpretare Davey Conway nel revival del West End della commedia di Martin McDonagh The Lieutenant of Inishmore per la regia di Michael Grandage. Per la sua interpretazione ha vinto il Laurence Olivier Award al miglior attore non protagonista in un'opera teatrale.

## Filmografia

### Cinema
- The Young Offenders, regia di Peter Foott (2016)
- 1917, regia di Sam Mendes (2019)
- Pixie, regia di Barnaby Thompson (2020)
- Demeter - Il risveglio di Dracula (The Last Voyage of the Demeter), regia di André Øvredal (2023)

### Televisione
- The Young Offenders - serie TV, 8 episodi (2018-2019)
- Bodkin - serie TV, 7 episodi (2024)

## Teatro
- The Lieutenant of Inishmore di Martin McDonagh, regia di Michael Grandage. Noel Coward Theatre di Londra (2018)
- Portia Coughlan di Marina Carr, regia di Carrie Cracknell. Almeida Theatre di Londra (2024)
- The Sugar Wife di Elizabeth Kuti, regia di Annabelle Comyn. Abbey Theatre di Dublino (2024)
- Giunone e il pavone di Seán O'Casey, regia di Matthew Warchus. Gielgud Theatre di Londra (2024)

## Doppiatori italiani
- Marco Vivio in Demeter - Il risveglio di Dracula